# Casa Francesc Cama
La casa Francesc Cama és un edifici situat als carrers Gran de Gràcia, 77 i de Santa Eugènia, 1-9 de la Vila de Gràcia (Barcelona), catalogat com a Bé Cultural d'Interès Local.

## Història
El 1905, Francesc Cama i Escurra va demanar permís per a construir-hi un edifici segons els plànols de l'arquitecte Miquel Pasqual, tot i que l'autoria s'atribueix a Francesc Berenguer, que no tenia el títol.

## Descripció
Es tracta d'un edifici de planta rectangular, amb una estructura en alçat que comprèn planta baixa, principal, tres plantes pis i terrat transitable. L'accés principal dona pas a una zona de vestíbul i a un celobert central on hi ha l'escala de veïns.
La façana principal estructura les seves obertures en dos eixos dobles verticals de ritme regular separats per una ampla franja vertical situada al damunt de la porta d'accés, formant una composició axial al voltant de l'accés principal. La planta baixa s'obre al carrer per mitjà de tres grans portals amb parament de pedra. El portal central de gran alçada i rematat per una arc escarser, dona accés a l'escala de veïns, mentre els dos portals laterals corresponen a les botigues de la planta baixa. Aquestes estan dividides en dos parts per una pilastra de fosa amb capitell vegetal.
El parament de la resta de la façana està recobert per un morter de color verd clar on destaca, a l'altura del primer pis, un esgrafiat d'ornament tentacular que conté la data de construcció. La planta principal té un balcó corregut rematat als extrems per tribunes poligonals de rajoleta. En aquestes tribunes brillen especialment els vitralls policroms del seu tancament, de temàtica floral. La resta de balcons, alineats en parelles, presenten una planta ondulada i són tancats per baranes de ferro forjat. Les obertures presenten sotabalcons de trencadís de colors i un emmarcament escultòric. El coronament, que serveix de barana al terrat, manté la divisió amb dos falsos frontons esglaonats resseguits per una motllura.
La façana secundària, afrontada al carrer de Santa Eugènia, presenta un sistema compositiu similar a la principal. També està dividida en quatre eixos verticals d'obertures, però amb menys voladís. El pis principal té un ondulat balcó corregut. La façana que dona al patí interior es soluciona amb galeries de vidre, sustentades per pilastres de fosa.
El vestíbul i el celobert central és l'espai que dona accés a l'immoble i en distribueix les diverses propietats horitzontals. S'hi accedeix a través del vestíbul de la porta principal, espai de planta rectangular amb els terres revestits de marbre blanc i arrimadors de rajoleta ceràmica, però el que destaca especialment és un elaborat fals sostre de guix. Depassant una porta trobem el celobert central, amb l'ascensor, la caseta de fusta de la porteria i l'escala de veïns.